# 積臣·迪菲路
積臣·迪菲路（英語：Jason Trifiro，1988年6月3日—），是一名澳洲職業足球員，司職中場，現效力澳職球會西悉尼流浪者。
他由創會加盟至今，主要擔任後備球員。他的弟弟格連(Glen)亦是職業足球員，效力中岸水手。